# Planum

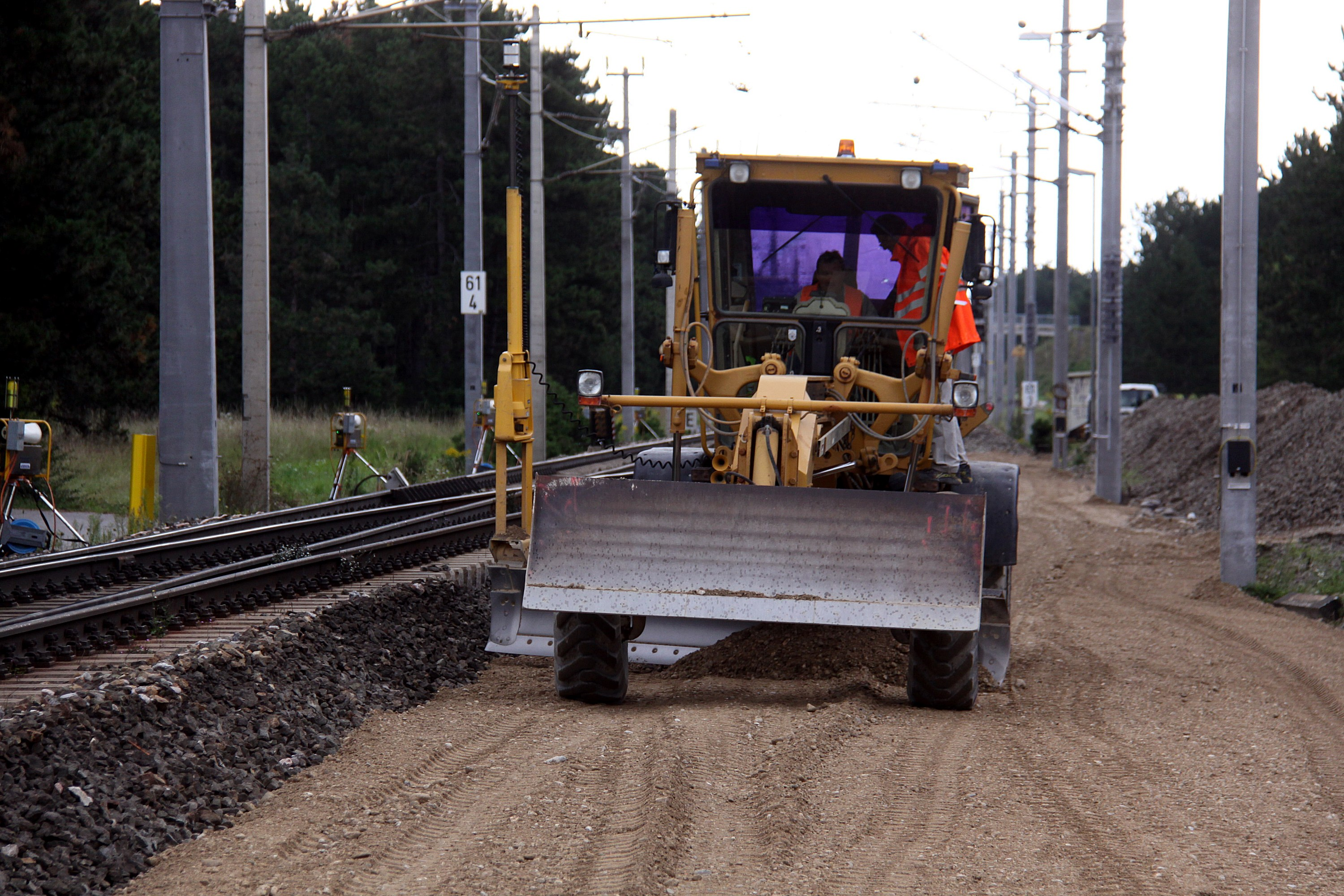
Ein Grader stellt das Planum für den Gleisoberbau her.

Als Planum oder Planie (lat. planum = Ebene, Fläche) bezeichnet man im Bauwesen allgemein die technisch bearbeitete Oberfläche von Boden mit festgelegten Eigenschaften, siehe Planieren (Bauwesen).
Die festgelegten Eigenschaften einer Planie sind Ebenheit, Gradiente, Hangneigung und räumliche Lage hinsichtlich des Bodenprofils (profilgerechte Lage). 
Die Herstellung derartiger Bodenoberflächen erfolgt für gewöhnlich im Erdbau, Straßenbau, Gleisbau,  Gartenbau sowie in der Archäologie (Planagrabung).

## Begriffsbestimmung

### Erdbau

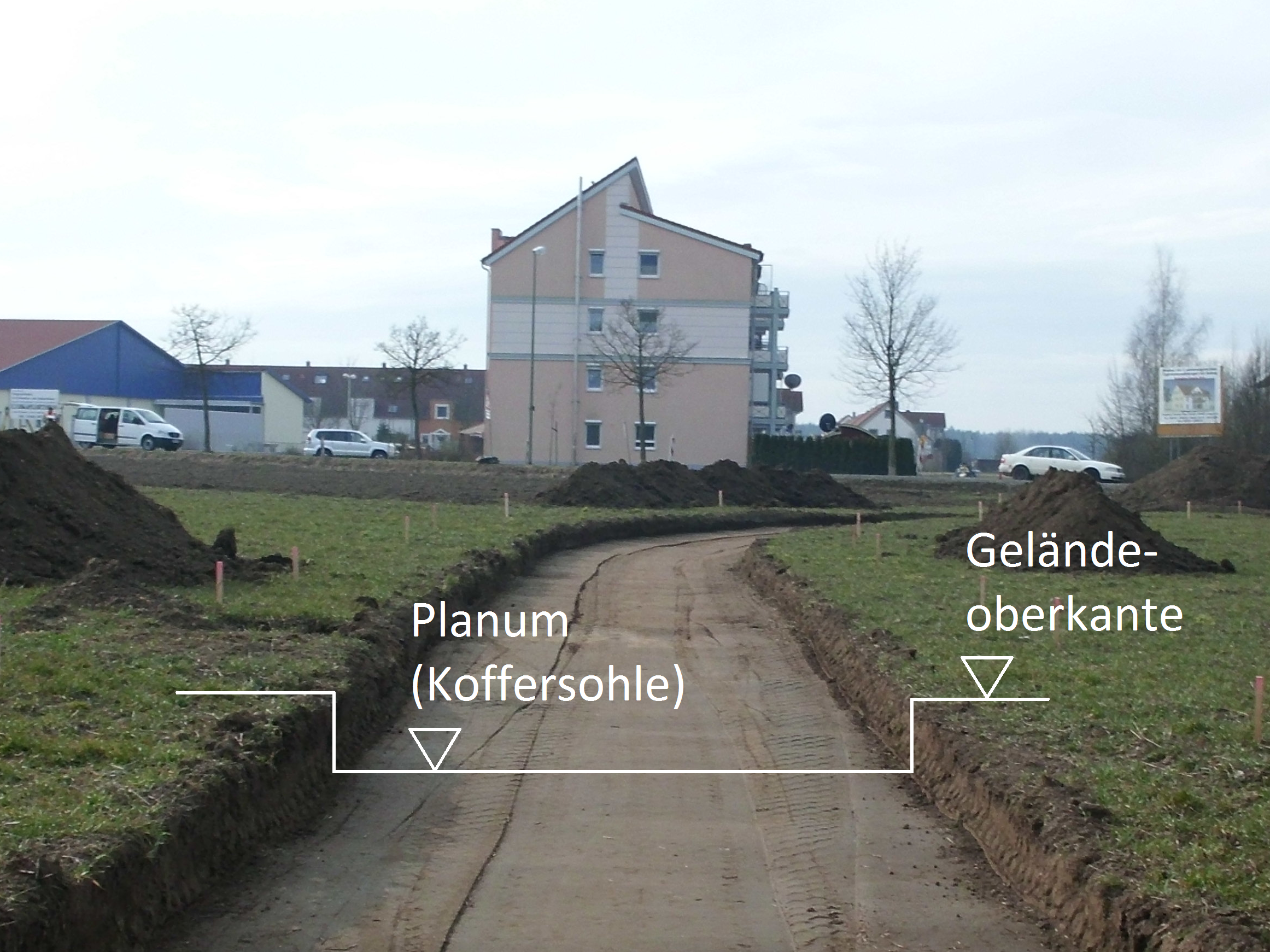
Planum einer Auskofferung (Koffersohle) mit einer Tiefe von rund 40 cm für einen Geh- und Radweg

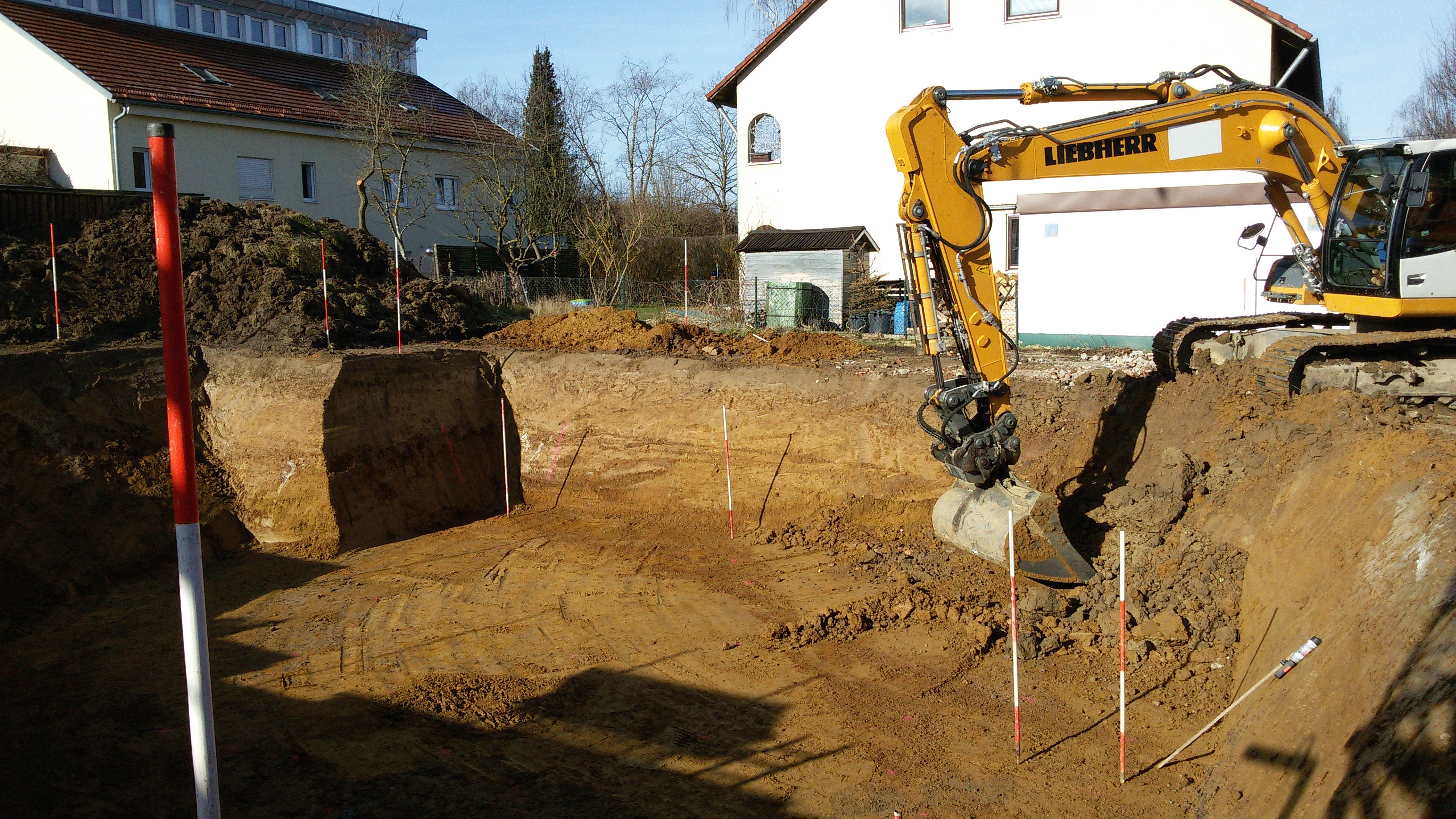
Planum in einer Baugrube

Im Erdbau bildet das Planum (auch Erdplanum, Untergrundplanum oder Unterbauplanum genannt) die obere Abschlussfläche des Untergrunds (anstehender Baugrund) oder des Unterbaus (künstliche Dammschüttung) und stellt gleichzeitig zusammen mit dem darunter befindlichen Boden das Widerlager für ein darüber liegendes Bauwerk (meist Straßenoberbau, Gleisoberbau oder Gebäude) dar. Das Planum in einer Baugrube wird auch Baugrubensohle genannt. Handelt es sich dagegen um eine Auskofferung für einen Verkehrsweg, wird das Planum auch als Koffersohle bezeichnet.
Die Oberfläche muss eben, profilgerecht und ggf. leicht geneigt hergestellt werden. So darf die Abweichung von der Sollhöhe nur wenige Zentimeter betragen. Unebenheiten auf einer definierten Messstrecke (meist 4 Meter) sind ebenfalls auf wenige Zentimeter zu beschränken. Soll das Planum als Gründungsebene für ein Gebäudefundament dienen, so ist eine waagerechte Oberfläche erforderlich. Folgt nach dem Erdbau dagegen der Straßen- oder Gleisbau, wird die Oberfläche mit einer Querneigung ausgebildet. Die Querneigung wird entweder einseitig oder zweiseitig (mit Planumsknick) hergestellt und richtet sich nach dem Querneigungsverlauf des Straßenkörpers bzw. des Gleiskörpers. Mit Hilfe der Querneigung kann einsickerndes Oberflächenwasser rasch zur Seite hin abfließen und eine dauerhafte Durchfeuchtung des Erdbauwerks mit der damit verbundenen Störung der Tragfähigkeit wird verhindert. Unebenheiten, die beispielsweise durch das Befahren mit Baufahrzeugen entstanden sind, müssen jedoch beseitigt werden, da diese den Oberflächenwasserabfluss behindern.

### Straßenbau

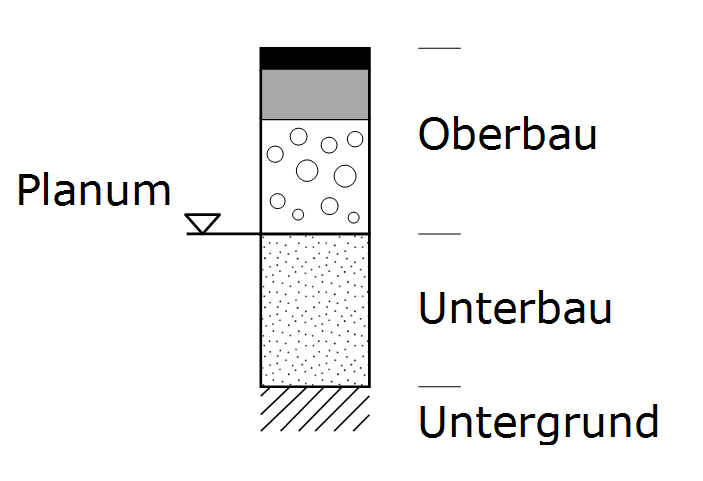
Aufbau eines Straßenkörpers
(in Dammlage)

Auf das Planum folgt im Straßenbau standardmäßig der Einbau einer ungebundenen Tragschicht. Ihre obere Abschlussfläche wird auch als Feinplanum oder Feinplanie (in der Schweiz jedoch nur Planie) bezeichnet, da es sich dabei um eine Oberfläche mit besonderer Genauigkeit handelt. Die Anforderungen hinsichtlich Ebenheit und profilgerechter Lage sind also höher als beim darunter liegenden Planum. Um eine gleichbleibende Schichtdicke für die darüber liegenden Schichten zu gewährleisten, erhält das Feinplanum die gleiche Querneigung wie der gebundene Straßenoberbau.

### Gleisbau

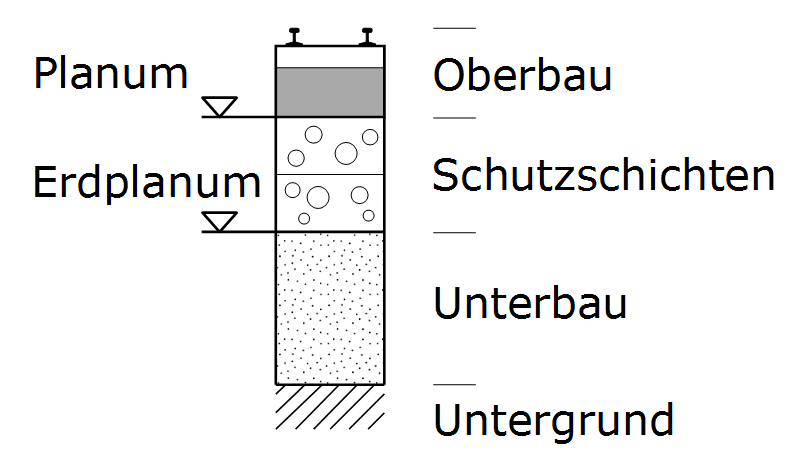
Aufbau eines Gleiskörpers
(in Dammlage)

Im Gleisbau wird zwischen dem Erdplanum und dem Planum unterschieden. Das Erdplanum entspricht dem Planum im Straßenbau und bildet standardmäßig die Unterlage für die sogenannten Schutzschichten. Dazu zählen die Frostschutzschicht und die Planumsschutzschicht. An das Planum auf der oberen Schutzschicht werden, analog zum Straßenbau, hinsichtlich Ebenheit und  profilgerechter Lage höhere Anforderungen gestellt als an das darunter liegenden Erdplanum. Um einsickerndes Oberflächenwasser aus dem Schotterbett seitlich abführen zu können, wird das Planum bei eingleisigen Strecken einseitig und bei zweigleisigen Strecken zweiseitig geneigt.

### Gartenbau
Die abschließend technisch bearbeitete Oberfläche der Vegetationstragschicht wird im Gartenbau als Feinplanum bezeichnet. Es darf nur wenige Zentimeter von der Sollhöhe abweichen und muss frei von groben Bestandteilen (wie etwa Steinen) sein.

## Herstellung
Die Herstellung eines Planums erfolgt nur bei sehr kleinen Flächen mit der Hand. Für die Bearbeitung größerer Flächen kommen üblicherweise Bagger, Planierraupen und Grader zum Einsatz. Moderne Baumaschinen verfügen über eine sensible Gerätehydraulik und können zusätzlich mit einer Nivellierautomatik (mit Tachymeter-, Laser- oder GPS-Steuerung) ausgerüstet werden, sodass auch die Herstellung eines Feinplanums möglich ist. Die Verdichtung wird anschließend mit Rüttelplatten, Walzen oder Plattenverdichtern durchgeführt.

## Prüfmethoden
Die profilgerechte Lage und die Querneigung des Planums lässt sich entweder mittels Nivellement oder stationsbezogener Schnurmessung überprüfen. Je nach Dichte der Messpunkte kann mit diesen Methoden überschlägig auch die Ebenheit geprüft werden. Genauer dagegen ist die Ebenheitsmessung mit Hilfe einer 4 Meter langen Richtlatte und einem Messkeil.

## Normen und Standards
Deutschland
- Zusätzliche Technische Vertragsbedingungen und Richtlinien für Erdarbeiten im Straßenbau (ZTV E-StB)
- Richtlinien für die Standardisierung des Oberbaus von Verkehrsflächen (RStO 12)
- Ril 836 – Erdbauwerke und sonstige geotechnische Bauwerke planen, bauen und instand halten
- DIN 18915 – Vegetationstechnik im Landschaftsbau – Bodenarbeiten
- DIN 18917 – Vegetationstechnik im Landschaftsbau – Rasen und Saatarbeiten

Österreich
- RVS 03.08.63 Oberbaubemessung
- RVS 08.03.01 Erdarbeiten

Schweiz
- SN 640 302b Strasse und Gleiskörper; Terminologie
- SN 640 575 Erdarbeiten, Allgemeines
- SN 640 576 Aushub- und Schüttarbeiten, Ausführungsvorschriften
- SN 640 585b Verdichtung und Tragfähigkeit, Anforderungen
- SN 640 588a Verdichten, Maschinelles Verdichten